# Caudichthydium
Genre
Caudichthydium est un genre de gastrotriches de la famille des Chaetonotidae.

## Liste des espèces
Selon World Register of Marine Species (28 juin 2025) :
- Caudichthydium hummoni (Ruppert, 1977)
- Caudichthydium rupperti (Mock, 1979)
- Caudichthydium supralitorale (Mock, 1979)

## Systématique
Ce genre a été décrit en 1990 par Peter Schwank (d).

## Publication originale
- (de) Schwank, « Gastrotricha », Süsswasserfauna von Mitteleuropa, Band 3. Gastrotricha und Nemertini, Gustav Fischer Verlag, Stuttgart, Jena, New York, 1990, p. 1-252.